# 389 TCN
389 TCN là một năm trong lịch La Mã.